# 戦極 〜第三陣〜
戦極 〜第三陣〜（せんごく だいさんじん）は、日本の総合格闘技団体「戦極」の大会の一つ。2008年6月8日、埼玉県さいたま市のさいたまスーパーアリーナで開催された。

## 大会概要
メインイベントのヘビー級ワンマッチでは吉田秀彦がモーリス・スミスから袈裟固めで一本勝ちを収めた。

## 試合結果
第1試合 ライトヘビー級ワンマッチ 5分3R
○  ファビオ・シウバ vs.  高橋和生 ×
2R 0:24 KO（右膝蹴り）
第2試合 ライト級ワンマッチ 5分3R
○  ホドリゴ・ダム vs.  ジョルジ・マスヴィダル ×
2R 4:31 TKO（レフェリーストップ：右ストレート）
第3試合 ヘビー級ワンマッチ 5分3R
○  マーシオ・"ペジパーノ"・クルーズ vs.  チェ・ムベ ×
1R 4:37 腕ひしぎ十字固め
第4試合 ミドル級ワンマッチ 5分3R
○  菊田早苗 vs.  クリス・ライス ×
1R 3:54 腕ひしぎ十字固め
第5試合 ウェルター級ワンマッチ 5分3R
○  ニック・トンプソン vs.  マイケル・コスタ ×
2R 4:13 アームロック
第6試合 ミドル級ワンマッチ 5分3R
○  三崎和雄 vs.  ローガン・クラーク ×
3R終了 判定3-0
第7試合 ヘビー級ワンマッチ 5分3R
○  トラビス・ビュー vs.  藤田和之 ×
1R 1:24 TKO（レフェリーストップ：右ストレート→パウンド）
第8試合 ヘビー級ワンマッチ 5分3R
○  吉田秀彦 vs.  モーリス・スミス ×
1R 2:43 袈裟固め